# UTC+12
| Verde scuro | Fuso orario di Kaliningrad (UTC+2).    |
| Rosso       | Fuso orario di Mosca (UTC+3).          |
| Celeste     | Fuso orario di Samara (UTC+4).         |
| Giallo      | Fuso orario di Ekaterinburg (UTC+5).   |
| Ciano       | Fuso orario di Omsk (UTC+6).           |
| Pistacchio  | Fuso orario di Krasnojarsk (UTC+7).    |
| Viola       | Fuso orario di Irkutsk (UTC+8).        |
| Blu         | Fuso orario di Jakutsk (UTC+9).        |
| Verde       | Fuso orario di Vladivostok (UTC+10).   |
| Albicocca   | Fuso orario di Srednekolymsk (UTC+11). |
| Rosso scuro | Fuso orario della Kamčatka (UTC+12).   |

UTC+12 è un fuso orario, in anticipo di 12 ore sull'UTC.

## Zone
È utilizzato nei seguenti territori :
- Figi
- Francia:
  -  Wallis e Futuna
- Kiribati:
  - Isole Gilbert
- Isole Marshall
- Nauru
- Nuova Zelanda
- Russia (Fuso orario della Kamčatka):
  - Circondario federale dell'Estremo Oriente:
    - Circondario autonomo della Čukotka
    - Territorio della Kamčatka
- Stati Uniti:
  - Isola Wake (senza popolazione permanente)
- Tuvalu

Inoltre, le basi antartiche Amundsen-Scott, McMurdo e Scott utilizzano UTC+12 come ora locale.

## Geografia
In teoria, UTC+12 concerne una zona del globo compresa tra 172,5° E e il 180º meridiano (la metà di un fuso orario standard, l'altra metà a est del 180° è in teoria assegnata a UTC-12). Per ragioni pratiche i paesi che utilizzano questo fuso coprono un'area molto più estesa.
La linea di cambiamento di data corre in parte a est di UTC+12, ma esistono tre fusi orari con uno spostamento superiore a UTC+12: UTC+12:45, UTC+13 e UTC+14. L'attraversamento della linea di cambiamento di data non accade a UTC-12 (uno spostamento di 24 ore) che al livello delle isole Baker e Howland, disabitate. Le zone che seguono UTC+12 verso est con uno spostamento negativo rispetto all'UTC (tranne le acque internazionali) sono UTC-11 (Samoa e Niue), UTC-10 (Hawaii e isole Aleutine) e UTC-9 (Alaska).

## Ora legale
La Nuova Zelanda e le Figi osservano l'ora legale, ritrovandosi a UTC+13.

## Storia
Gli atolli Kwajalein, Eniwetok e Bikini delle Isole Marshall erano in passato a UTC−12. Kwajalein avanzò di 24 ore verso UTC+12 saltando il 21 agosto 1993. Eniwetok e Bikini avanzarono probabilmente prima, quando gli Stati Uniti rinunciarono al loro controllo.